# Богданова, Ольга Михайловна (актриса)
О́льга Миха́йловна Богда́нова (род. 7 августа 1951, Скуляны, СССР) — советская и российская актриса театра и кино, актриса Центрального академического театра Российской армии. Народная артистка России (1998).

## Биография
Ольга Богданова родилась в 1951 году в деревне Скуляны в 30 км к западу от Кишинёва. Отец, Михаил Богданов был инструктором в ЦК Компартии Молдавии, когда комитетом руководил Леонид Брежнев. Окончила с золотой медалью школу, затем с красным дипломом — Школу-студию МХАТ (мастерская П. В. Массальского и А. К. Тарасовой), по окончании которой была принята в театр «Современник», где прослужила год. С 1973 года — в труппе Центрального театра Советской (Российской) армии, где работает по настоящий день.
Учась на первом курсе, снялась в «12 стульях» у Леонида Гайдая в яркой эпизодической роли девушки на аукционе, которая была озвучена другой актрисой.
С июня 2020 года выпускает совместно с Станиславом Садальским передачи на его YouTube-канале.
Как рассказывают очевидцы, еще несколько лет назад… народные артисты Ольга Богданова и Станислав Садальский впервые встретились на сцене, и их дуэт оказался настолько гармоничным и впечатляющим, что они решили продолжить сотрудничество.
Ведущая актриса театра побывала с гастролями во многих горячих точках: в Афганистане, Чечне, трижды — в Чернобыле.
9 июня 2023 года в Следственном комитете РФ состоялось вручение удостоверения члена Общественного совета при СК России народной артистке РФ Ольге Михайловне Богдановой.
Снимается в кино, телесериалах, участвует в телевизионных передачах.

## Театральные работы в ЦАТРА
- «Спутники» — Васька Буренко
- «Старик» — Девица
- «Деревья умирают стоя» — Марта-Изабелла
- «Шарады Бродвея» — Ева
- «Мандат» — Варька Гулячкина
- «Условия диктует леди» — Филиппа Джеймс
- «Бриллиантовая орхидея» — Эва Перон
- «Последний пылко влюблённый» — Бобби, Элейн, Жаннет
- «Ужасные родители» — Мадлен
- «Идиот» — Аглая
- «Сердце не камень» — Ольга
- «Отелло» — Эмилия
- «Приглашение в замок» — Мамочка
- «Гамлет» — Гертруда
- «Танцы с учителем» — Ива Григорьевна
- «Госпожа министерша» — Живка Попович
- «Муж для Памелы» — Вельма Лемон
- «Филумена Мартурано» — Филумена
- «Мольер» («Кабала святош») — Мадлена Бежар
- «Главная роль» — Полина
- «Леди на день» — Миссури Мартин
- «На всякого мудреца довольно простоты» — Клеопатра Львовна Мамаева
- «Не может быть» — Анна Васильевна, Катерина

## Фильмография
| Год       |    | Название                | Роль                             |
| --------- | -- | ----------------------- | -------------------------------- |
| 1971      | ф  | Двенадцать стульев      | 1-я девушка на аукционе          |
| 1972      | ф  | Любить человека         | комсомолка                       |
| 1972      | ф  | Большая перемена        | молчаливая пассажирка в автобусе |
| 1973      | ф  | Ищу человека            | Люба, ткачиха                    |
| 1979      | тф | Камертон                | учительница                      |
| 1979      | ф  | Ты помнишь?             | Любовь Крымова                   |
| 1980      | ф  | Дом на Лесной           | революционерка                   |
| 1980      | ф  | Ожидание                | Валя                             |
| 1987      | ф  | Соблазн                 | Канарейкина                      |
| 1992—1995 | с  | Мелочи жизни            | секретарша Регина                |
| 2000      | с  | Салон красоты           | Эмма                             |
| 2006      | ф  | Живой                   | проводница                       |
| 2008      | ф  | Тариф «Новогодний»      | женщина в автобусе               |
| 2008      | ф  | Казаки-разбойники       | Анна Антоновна                   |
| 2008—2009 | с  | Моя любимая ведьма      | Розалинда Петровна               |
| 2009—2016 | с  | Воронины                | тетя Аня                         |
| 2015      | с  | Точки опоры (4-я серия) | Людмила Борисовна                |
| 2019      | с  | Подсудимый              | Тамара Николаевна Гордиенко      |
| 2019      | с  | Условный мент           | Мария Сергеевна                  |

## Личная жизнь
Первый брак с однокурсником актёром Валерием Чемодановым (род. 1945) продлился 7 лет. Второй брак с актёром Александром Михайлушиным (1943—2010) продлился 22 года и распался из-за его измены. Третий супруг — Виталий Бигеев (род. 1972), продюсер. В браке более 20 лет.
Детей нет.

## Награды и звания
- Орден Дружбы (13 декабря 2011) — за большие заслуги в развитии отечественной культуры и искусства, многолетнюю плодотворную деятельность[2]
- Орден «Знак Почёта» (1991)
- Медаль «За укрепление боевого содружества» (Минобороны России, 2000)
- Медаль «За трудовую доблесть» (Минобороны России, 2001)
- Медаль «200 лет Министерству обороны» (2002)
- Медаль «За возвращение Крыма» (2014)[3]
- Заслуженная артистка РСФСР (12 июля 1988)
- Народная артистка РФ (24 апреля 1998) — за большие заслуги в области искусства[4]
- Почётная грамота президента Российской Федерации — за заслуги в развитии отечественной культуры и искусства, многолетнюю плодотворную деятельность
- Почётная грамота Московской Городской Думы (11 декабря 2024) — за заслуги перед городским сообществом[5]